# Olof Norrman
Olof Norrman, född 11 januari 1826 i Nordmalings socken, död 8 maj 1892 i Umeå, var en svensk präst.
Olof Norrman var son till bonden Tobias Olofsson. Han blev student vid Uppsala universitet 1848 och prästvigdes 1850. Efter tjänstgöring som pastorsadjunkt i Sävar och på andra platser i Västerbotten blev han 1856 komminister i Skellefteå. Han avlade pastoralexamen 1867, blev kyrkoherde i Umeå landsförsamling 1871 och kontraktsprost 1880. Under sin tjänstgöring i Skellefteå tog Norrman verksam del i den norrländska väckelserörelsen. Han var den förste här som närmade sig "läsarna", och blev mycket uppskattad av som predikant och själasörjare i sin församling. Han uppträdde mot den baptistiska rörelsen i Västerbotten och lyckades hejda den.